# Solone, Zalișciîkî
Solone (în ucraineană Солоне) este localitatea de reședință a comunei Solone din raionul Zalișciîkî, regiunea Ternopil, Ucraina.

## Demografie
Componența lingvistică a localității Solone
     Ucraineană (99,7%)
     Alte limbi (0,3%)
Conform recensământului din 2001, majoritatea populației localității Solone era vorbitoare de ucraineană (99,7%), existând în minoritate și vorbitori de alte limbi.